# ريما نجيم
ريما فؤاد نجيم هي مذيعة تلفزيون وإذاعة لبنانية اشتهرت بتقديم البرنامج الإذاعي الصباحي «يا ريما» في صوت الغد لمدة 15 سنة قبل أن تستقيل منها في فبراير 2013. عاودت تقديم برنامجها منذ يونيو 2013 في إذاعة «أغاني أغاني». قدمت البرنامج الحواري الأسبوعي وابتدا المشوار في أل بي سي. كسرت في ديسمبر 2013 الرقم القياسي للبث المباشر في الإذاعة البالغ 46 ساعة عبر البرنامج الصباحي «يا ريما» في إذاعة «أغاني أغاني».

## النشأة والمسيرة
ولدت ريما نجيم لفؤاد نجيم الذي يعمل بالدرك الوطني. درست الاقتصاد ثم تحولت للعمل الإذاعي. قدمت البرنامج الصباحي «يا ريما» في إذاعة صوت الغد لمدة 15 سنة ونُصبت مديرة للبرامج في نفس المحطة قبل أن تُقال من منصبها الإداري في فبراير 2013 فقدمت استقالتها في نفس الشهر من صوت الغد. واصلت تقديم برنامجها «يا ريما» منذ يونيو 2013 في إذاعة «أغاني أغاني». وقدمت البرنامج الحواري الأسبوعي وابتدا المشوار في أل بي سي. حطمت في آخر 2013 الرقم القياسي العالمي لأطول بث إذاعي مباشر عبر برنامج «يا ريما» في إذاعة «أغاني أغاني» الذي استمر أكثر من 46 ساعة. كانت حكما في الموسم الثاني من برنامج تلفزيون الواقع برفيكت برايد قسمة ونصيب الذي عُرض في أل بي سي من أكتوبر 2009 إلى يناير 2010.
حصلت على جائزة أفضل مذيعة في حفل توزيع diafa 2017

## الحياة الشخصية
متزوجة من بوب كريمة (يُنطق «كَريمي») ولديهما طفلان هما إيلي وإيلا ماريا.

### حادثة اقتحام منزلها
تعرضت ريما نجيم لاقتحام منزلها من قبل مهووس بها. فقد تغيبت يوم الحادثة عن تقديم برنامجها الإذاعي الصباحي ففوجئت باقتحام المحامي جورج ن. لمنزلها. طرق الباب وفتحت ابنتها إيلا البيت ودخل مدعيا أنه زميلها في الإذاعة وجاء للاطمئنان عليها. وعندما دخل غرفة ريما صدعت بالصراخ مما لفت انتباه الجيران ودخلوا البيت وطردوه.

### ترشححها للإنتخابات النيابية
في أبريل 2022 أعلنت ترشحهها للإنتخابات النيابية عن المقعد الكاثوليكي في المتن الشمالي ضمن لائحة «متن التغيير»

## أعمالها
- يا ريما، صوت الغد، أواخر التسعينات - فبراير 2013
- يا ريما، إذاعة «أغاني أغاني»، يونيو 2013 - الآن
- وابتدا المشوار، أل بي سي